# Harry Oliver
Harry Oliver är en svensk musikal av Hans Olov Furberg och Hans Garneij, samma upphovsmän som skrev musikalerna "Där älv möter hav" och "En vacker dag", i regi och med koreografi av Roine Söderlundh.

## Synopsis
"Harry Oliver" handlar om en amerikansk jazzsångare som kommer till Stockholm 1948, men inte bara för att sjunga utan även för att leverera en sändning insmugglade ädelstenar. Två unga reportrar får nys på historien och börjar undersöka de illegala affärer som pågår på restaurang Cupol. Allt kulminerar i en fartfylld scen där sanningen till slut uppenbaras.
Originaluppsättning: 
Wilhelmina de Besche: Birgit Carlstén
Elise Persson: Hanna Norman
Erik Lindgren: Joacim Hedman Stig Wretling: Lars T Johansson
Mogens Cedergren: Magnus Engqvist